# Willem Scholten (directeur)
Willem Karel Scholten (Rotterdam,  4 februari 1944 – Barendrecht, 29 mei 2017) was een Nederlands ondernemer en ambtenaar die als directeur van het Havenbedrijf Rotterdam veel heeft betekend als aanjager van de Betuwelijn, Maasvlakte 2 en de verzelfstandiging van de haven. Maar zijn bekendheid komt vooral door het Rotterdamse Havenschandaal.

## Leven en werk
Scholten werd geboren in de hongerwinter van 1944 in Overschie, Rotterdam. Zijn vader en twee ooms hadden een schildersbedrijf. Hij behaalde in Rotterdam zijn HBS-diploma en studeerde daarna in  Amsterdam aan de Kweekschool voor de Zeevaart. Hierna begon hij in 1963 als leerling-stuurman bij de Koninklijke Rotterdamsche Lloyd. Ten gevolge van een ooginfectie, opgelopen in Indonesië, moest hij in 1972 stoppen als zeevarende bij wat inmiddels Nedlloyd heette. Na een studie economie en rechten aan de Erasmus Universiteit volgde een succesvolle carrière: in 1975 ging hij werken bij sleepbedrijf Smit Internationale, waarna hij zes jaar later adjunct-directeur van het Gemeentelijk Havenbedrijf Rotterdam (GHR) werd. In 1984 wordt hij directeur van bergingsbedrijf Smit Tak en later lid van de hoofddirectie van de joint venture Smit-Lloyd. In december 1991 werd Scholten door de gemeente benoemd als opvolger van ir. Henk Molenaar als algemeen directeur van het Gemeentelijk Havenbedrijf Rotterdam (GHR). Hij lobbyde succesvol voor de aanleg Maasvlakte 2, voor de totstandkoming van de Betuwelijn en voor de verzelfstandiging van de haven per 1 januari 2004. Volgens eigen zeggen zag hij zich meer als ondernemer dan als ambtenaar. Hij had intensief contact met belangrijke bedrijven in de haven, waaronder de Europe Container Terminals (ECT) en de RDM.

## Havenschandaal
In augustus 2004 informeerde Scholten de raad van commissarissen van het Gemeentelijk Havenbedrijf, dat hij voor € 100 miljoen bankgaranties had verleend aan kredietverstrekkers van ondernemingen van Joep van den Nieuwenhuyzen. Als rechtvaardiging gaf hij aan dat Van den Nieuwenhuyzen moest worden gecompenseerd voor het niet mogen leveren van duikboten aan Taiwan, waarmee een Chinese boycot van de haven van Rotterdam moest worden voorkomen. Scholten werd op staande voet ontslagen.
De mededelingen door Scholten kwamen pas toen verschillende onderdelen van de onderneming van Van den Nieuwenhuyzen failliet gingen en de banken met een beroep op de bankgaranties hun geld opeisten bij het Havenbedrijf en de gemeente Rotterdam. Uit onderzoek van accountantsbureau PwC bleek dat er tussen 2002 en 2004 zelfs voor € 183,5 miljoen aan garanties was afgegeven. De gemeente liep voor € 59 miljoen risico, de haven voor € 48 miljoen. Het Havenbedrijf bleek bovendien (mede)eigenaar te zijn van onder meer een datacentrum 'Digiplex' in Frankfurt, van een bedrijf dat defensiemateriaal maakte (RDM Technology and Defense Systems, producent van het chassis voor de Fennek), en van het SS Rotterdam, dat tegenwoordig ligt afgemeerd op Katendrecht. De schuldeisers daagden het Havenbedrijf voor de rechter, maar in verschillende zaken bepaalde de rechter dat de garanties niet rechtsgeldig waren; de schuldeisers verloren hierdoor ongeveer € 100 miljoen.
Scholten was niet bevoegd tot het geven van deze garanties en werd bovendien verdacht van valsheid in geschrifte en het aannemen van € 1,2 miljoen aan steekpenningen van zakenman Joep van den Nieuwenhuyzen, in ruil voor het afgeven van de garanties aan de RDM op grond waarvan banken leningen verstrekten aan de RDM. De rechtszaak tegen Scholten begon op 6 september 2010. De zaak is volgens het Openbaar Ministerie pas na zes jaar begonnen omdat de Zwitserse bankgegevens van Scholten laat werden vrijgegeven. Na jarenlange juridische procedures en rechtszaken werd Scholten in 2015 wegens ambtelijke omkoping veroordeeld tot een jaar voorwaardelijk en een boete van € 75.000.

## Ziekte en overlijden
Hij overleed op 73-jarige leeftijd in hospice De Reiziger in Barendrecht aan alvleesklierkanker.